# Drömme
Drömme är en småort i Örnsköldsviks kommun, Västernorrlands län.
Drömme är beläget i Sidensjö socken, omkring sex kilometer söder om Sidensjö.